# Châteaumeillant
Châteaumeillant är en kommun i departementet Cher i regionen Centre-Val de Loire i de centrala delarna av Frankrike. Kommunen ligger  i kantonen Châteaumeillant som tillhör arrondissementet Saint-Amand-Montrond. År 2022 hade Châteaumeillant 1 666 invånare.

## Ekonomi
Kommunen är känd för sin vinproduktion med samma namn.

## Befolkningsutveckling
Antalet invånare i kommunen Châteaumeillant
Referens:INSEE